# Droga wojewódzka nr 361
Droga wojewódzka nr 361 (DW361) – droga wojewódzka położona w województwie dolnośląskim łącząca DK30 w Radoniowie z Mirskiem, Świeradowem-Zdrój i Czechami.

## Miejscowości leżące przy trasie DW361
- Radoniów
- Proszówka
- Mirsk
- Mroczkowice
- Orłowice
- Świeradów-Zdrój (Czerniawa-Zdrój)
- Przejście graniczne Czerniawa-Zdrój-Nové Město pod Smrkem